# 宮若警察署
宮若警察署（みやわかけいさつしょ）は、かつて福岡県警察が管轄していた警察署。筑豊地区最小規模の警察署であったが、2010年3月31日に廃止、4月1日より直方警察署に統合され、警部交番となった。

## 所在地
- 〒823-0011　福岡県宮若市宮田20番地2
（犬鳴川・八木山川合流点南岸の福岡県道461号南良津宮田線沿い、宮若市役所の隣。）

## 管轄区域
- 宮若市

## 沿革
- 1875年（明治8年）2月5日：鞍手郡福丸村（のちの若宮町）に飯塚警察掛福丸分屯所開設。
- 1876年（明治9年）2月25日：飯塚警察署福丸分署開設。
- 1886年（明治19年）9月1日：直方警察署発足に伴い、飯塚警察署福丸分署から直方警察署福丸派出所へ改組。
- 1901年（明治34年）4月：福丸巡査部長派出所と改称。
- 1920年（大正9年）11月26日：宮田村（のちの宮田町）宮田に移転し、宮田警部補派出所となる。
- 1948年（昭和23年）3月7日：警察法施行により自治体警察の宮田町警察署と国家地方警察の鞍手地区警察署若宮巡査部長派出所に分離し並立。
- 1954年（昭和29年）7月1日：警察法改正により県警察に一本化され福岡県宮田警察署となる。
- 1962年（昭和37年）6月25日：現在地に庁舎移転。
- 2003年（平成15年）8月27日：県下全域交番駐在所再編成により、磯光、長井鶴、龍徳、東町の4駐在所を廃止。
- 2006年（平成18年）2月11日：宮若市発足に伴い、福岡県宮若警察署と改称。
- 2010年（平成22年）3月31日：県下警察署再編成に伴い、宮若警察署を廃止、直方警察署に統合。

## 組織（廃止前）
- 総務警備課
- 会計課
- 生活安全刑事課
- 地域交通課

## 交番
- 太蔵（たぐら）交番 - 宮若市宮田4828番地1
  - 管轄：宮若市・旧宮田町域

### 駐在所
- 下有木（しもあるき）駐在所 - 宮若市下有木285番地3 
  - 管轄：宮若市上有木・下有木・芹田地区
- 山口（やまぐち）駐在所 - 宮若市山口2560番地4
  - 管轄：宮若市山口・沼口地区
- 若宮（わかみや）駐在所 - 宮若市福丸252番地2
  - 管轄：宮若市・旧若宮町域中心部
- 吉川（よしかわ）駐在所 - 宮若市脇田636番地1
  - 管轄：宮若市犬鳴・乙野・黒丸・湯原・脇田温泉・縁山畑・三ヶ畑地区

## 直方警察署との統合
2010年（平成22年）4月1日に直方警察署に統合された。現宮若警察署庁舎に太蔵交番が移転し、警部を所長とする「宮若警部交番」となった。また同建物に自動車警ら係、自動車警ら隊分駐所が配置され、建物自体は「福岡県警察宮若庁舎」となる。直方警察署に宮若地区を担当する管理官（警視）が置かれた。